# Аконе (Фиренца)
Аконе (итал. Acone) је насеље у Италији у округу Фиренца, региону Тоскана.
Према процени из 2011. у насељу је живело 102 становника. Насеље се налази на надморској висини од 496 м.